# FOSB
'FosB' 또는 'G0 / G1 스위치 조절 단백질 3'(G0S3,G0/G1 switch regulatory protein 3 )로도 알려진 단백질 fosB는 인간에서도 보여지는 FBJ 포유류 골육종 바이러스 발암 유전자 동족체 B (FOSB,FBJ murine osteosarcoma viral oncogene homolog B) 유전자에 의해 암호화되는 단백질이다. 이는 때로 fosB 그 유전자 자체를 가리키기 위한 용어로도 사용된다.
이러한 FOS 유전자 패밀리는 FOS, FOSB, FOSL1 및 FOSL2의 네 가지 구성원으로 구성된다. 이들 유전자는 JUN 패밀리 (예를 들어, c-Jun, JunD)의 단백질과 이량 체화될 수있는 류신 지퍼 단백질(leucine zipper protein)을 암호화하여 전사 인자 복합체 AP-1(AP-1 transcription factor)을 형성한다. 이와 같이, FOS 단백질은 세포 증식, 분화 및 형질 전환의 조절제로서 연관되어있다.비록 Δ2ΔFosB가 알려진바와같이 트랜스 활성화 도메인(transactivation domain)이 결여되어 AP-1 복합체를 통한 전사에 영향을 미치는 것을 방지하지만 FosB 및 그의 절단된 스플라이스 변이체(splice variant), ΔFosB 및 추가로 절단된 Δ2ΔFosB는 모두 골다공증에 관여하는 것으로 보고된바있다.

## 같이 보기
- ASPicDB